# Szex és New York (televíziós sorozat)
A Szex és New York (eredeti cím: Sex and the City) 1998 és 2004 között bemutatott amerikai televíziós filmsorozat, amely négy New York-i szingli nő életét mutatja be: Carrie, Charlotte és Miranda a harmincas, Samantha pedig a negyvenes éveiben jár. Abszolút szabad szájú nőiességet sugall a sorozat, ám óriási mennyiségű öniróniával szól a nőiességről, valamint a szinglilét előnyeiről és hátrányairól.

## Produkció
A szériát 1998. június 6-án kezdték vetíteni az HBO (Home Box Office) televíziós csatornán. Az Egyesült Államokban ekkor mutatták be az első évad első részét. A magyarországi premier szintén az HBO-n volt, 2002. december 14-én; később pedig a Viasat 3 televíziós csatorna kezdte ismételni 2003. október 6-tól, amely időszakosan ugyan, de máig szívesen műsorára tűzi. Az eredeti vetítés szerint a befejező rész 2004. február 22-én volt.
2007 őszén forgatták az első moziváltozatot New Yorkban, pár jelenetet pedig Mexikóban vettek fel. 2008. május 12-én mutatták be a filmet elsőként Londonban, majd New Yorkban, 2008. május 27-én.
2008-ban napvilágra került, hogy a nagy sikerre való tekintettel elkészítik a Szex és New York második filmváltozatát is.
A második rész forgatásai 2009 szeptemberében kezdődtek, nagyrészt New York utcáin, később Marokkóban forgatott a stáb. 2009 decemberében befejeződtek a forgatások.
New York-i premierje 2010. május 27-én volt. Ugyanezen a napon tartották a magyarországi bemutatót is, a hatórás időeltolódást figyelembe véve pontban éjfélkor.

## Alaptörténet
A sorozat négy főszereplője Carrie Bradshaw, Samantha Jones, Charlotte York és Miranda Hobbes tipikus New York-i szinglikként élik mindennapjaikat Manhattan szigetén. Egyikük sem ért még révbe, mindannyian keresik a nagy Őt. Szinte mindenki megvallja vágyait a csendes családi életről, ám a legelső fuvallat tovasodorja álmaikat és kezdhetik elölről sorsuk építgetését…
"Tele van a város szerelemmel!" – Ezt az alapigazságot vallja a csípős nyelvű újságírónő, Carrie, aki hetente jelentkezik Szex és New York című rovatával a város egyik legolvasottabb lapjában, a The New York Starban. Az olvasók hétről hétre új kalandokat várnak Carrie-től. Hogy miről ír PowerBook számítógépén, mi a muníciója? Saját átszűrt tapasztalatai, illetve barátnői tanulságos esetei a mindenkori nagy Őkkel. Az Ők viszont jönnek és mennek. Carrie az olvasók szemében a szinglik királynője, ő a szabadszájúságáról ismert, tabukat döntögető sikeres nő, aki mindig is lenni akart. Bátorítja barátnőit és ő is óriási erőt merít belőlük.

## CD-kiadások
- Sex and the City – Soundtrack

2000/2001/2002
Kiadó: Sire Records
Tartalmazza többek között a sorozat főcímdalát is.
- Sex and the City – Official Soundtrack (2 CD)

2004. március 1.
Kiadó: Sony
Összesen 36 dal található a lemezeken.
- Irma at Sex and the City – Part 1 – Daylight Session (2 CD)

2004. április 19.
Kiadó: Irma Records
A sorozatban fellelhető dalokat tartalmazza.
- Irma at Sex and the City – Part 2 – Nightlife Session (2 CD)

2004. április 19.
Kiadó: Irma Records
A sorozatban fellelhető dalok house és elektro változatai találhatóak rajta.
- Electric Martinis

2003.
Kiadó: Ismeretlen
- Sex and the City Soundtrack

2008.
Kiadó: Universal
A filmváltozatban fellelhető dalokat tartalmazza.
- Sex and the City Volume 2

2008.
Kiadó: Universal
- Sex and the City 2.

2010. május 25.
Kiadó: Universal
A második részben fellelhető dalok szerepelnek rajta.

## A szereplők megjelenései
| Színész                          | Szerep                       |         |         |         |         |         |         |         |         |
| Színész                          | Szerep                       | 1. évad | 2. évad | 3. évad | 4. évad | 5. évad | 6. évad | 1. film | 2. film |
| -------------------------------- | ---------------------------- | ------- | ------- | ------- | ------- | ------- | ------- | ------- | ------- |
| Sarah Jessica Parker (1998–2010) | Carrie Bradshaw              |         |         |         |         |         |         |         |         |
| Kim Cattrall (1998–2010)         | Samantha Jones               |         |         |         |         |         |         |         |         |
| Kristin Davis (1998–2010)        | Charlotte York Goldenblatt   |         |         |         |         |         |         |         |         |
| Cynthia Nixon (1998–2010)        | Miranda Hobbes               |         |         |         |         |         |         |         |         |
| Chris Noth (1998–2010)           | John James 'Mr. Big' Preston | 9       | 12      | 6       | 5       | 3       | 6       |         |         |
| David Eigenberg (1999-2010)      | Steve Brady                  |         | 9       | 7       | 7       | 5       | 14      |         |         |
| Willie Garson (1998–2010)        | Stanford Blatch              | 6       | 5       | 4       | 2       | 4       | 6       |         |         |
| Kyle MacLachlan (2000–2002)      | Trey MacDougal               |         |         | 11      | 12      |         |         |         |         |
| John Corbett (2000–2010)         | Aidan Shaw                   |         |         | 9       | 12      |         | 1       |         |         |
| Evan Handler (2002–2010)         | Harry Goldenblatt            |         |         |         |         | 3       | 15      |         |         |
| Jason Lewis (2003–2010)          | Jerry "Smith" Jerrod         |         |         |         |         |         | 16      |         |         |
| Lynn Cohen (2000–2010)           | Magda                        |         |         | 1       | 1       | 4       | 7       |         |         |
| James Remar (2001–2004)          | Richard Wright               |         |         |         | 8       | 3       | 1       |         |         |
| Mario Cantone (2000–2010)        | Anthony Marantino            |         |         | 1       | 2       | 3       | 5       |         |         |
| Frances Sternhagen (2000–2002)   | Bunny MacDougal              |         |         | 4       | 6       |         |         |         |         |
| Mikhail Baryshnikov (2003–2004)  | Aleksandr Petrovsky          |         |         |         |         |         | 9       |         |         |
| Candice Bergen (2002–2008)       | Enid Mead                    |         |         |         |         | 2       | 1       |         |         |
| Ron Livingston (2002–2003)       | Jack Berger                  |         |         |         |         | 2       | 6       |         |         |

### Jelmagyarázat
- Magenta szín: Főszereplő volt az évadban/szerepelt a mozifilm(ek)ben.
- Orchidea szín: Mellékszereplő volt az évadban.
- Számok: Ennyi részben volt látható az adott évadban.

## Filmek

### Szex és New York: A film (2008)
2008-ban a New Line Cinema és az HBO elkészítette a sorozat moziváltozatát, melyet 2007 őszén kezdtek el forgatni. Bemutatása után – bejárva az egész világot – óriási sikert aratott, és több százmillió dollárt profitáltak belőle a készítők.

#### A történet
A szinglik királynője, Carrie Bradshaw ezúttal házasodni készül, Miranda válni, mivel rájön, hogy Steve megcsalta. Charlotte-ról kiderül, hogy terhes, Samantha pedig már Los Angelesben él a tévésztárral, Smith Jerroddal, akivel kapcsolata válságban van. A helyszín New York, a téma a szex, amit néha szerelemnek neveznek.

### Szex és New York 2. (2010)
2008 novemberében Kim Cattrall hivatalosan is bejelentette, hogy a második moziváltozatot 2009 nyarán kezdik forgatni. Továbbá megerősítette, hogy mind a négy főszereplő szerepelni fog a következő Szex és New York filmadaptációban, amelyet valószínűleg ismét a New Line Cinema és az HBO készít majd el.

#### A történet
Carrie, Samantha, Charlotte és Miranda története folytatódik. Két év telt el, mostanra pedig Carrie házassága unalmassá vált, Miranda kezd belefulladni a rengeteg munkába, Charlotte lányaival, Samantha pedig a klimaxszal küzd. Mindezek után úgy hozza a sors, hogy Samantha jóvoltából végre elmenekülhetnek New Yorkból és mind a négyen elrepülhetnek a világ egyik legxklúzívabb helyére, Abu Dhabiba, ahol számos kaland vár rájuk, de New York most is visszavárja őket, hogy helyrehozhassák régi, megszokott életüket.

### A tervezett harmadik rész
2016 végén bejelentették  hat évvel a második film után a harmadik filmet. Eleinte azt nyilatkozták hogy mind a négy szereplő benne lenne, és a történetet is jóvá írták. 
2017 szeptemberében Sarah Jessica Parker bejelentette hogy a filmet nem készítik el. Az esetet pedig Kim Cattral rugalmatlanságával indokolták. Állítólag az ultimátumán nem tudtak megegyezni a szerkesztőkkel.